# Option
Option (⌥) – klawisz występujący na klawiaturach Apple Inc. Pełni on funkcję modyfikatora obok ⌘ Command i Control. Na typowej klawiaturze znajduje się pomiędzy klawiszami Control a ⌘ Command.

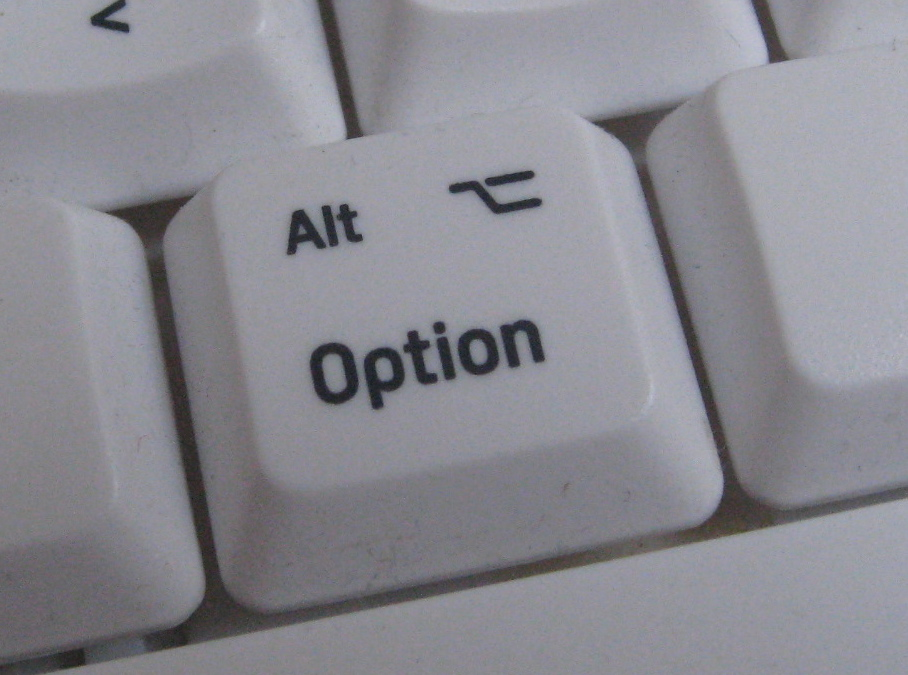
Klawisz z nieoryginalnej klawiatury.

W nowszych komputerach Macintosh obok znaku „⌥” na klawiszu znajduje się napis „Alt”, jednak sam klawisz pełni funkcję zupełnie inną niż Alt. Klawisz służy jako Alt przy uruchamianiu innych systemów aniżeli Mac OS.